# Maciej Jaworek
Maciej Jaworek (ur. 24 lutego 1961 w Warce) – polski żużlowiec.

## Kariera
Wychowanek Falubazu Zielona Góra, w którego barwach startował od 1978, kiedy to uzyskał licencję. Jeden z najbardziej dynamicznie jeżdżących zawodników zielonogórskiego klubu, którego rozwój kariery zbiegł się z największymi jego sukcesami. Po odejściu Henryka Olszaka był, obok Andrzeja Huszczy i Jana Krzystyniaka, jednym z tzw. trzech muszkieterów, stanowiąc o sile zielonogórskiego żużla.
W krajowym żużlu zdobył niemal wszystko. Był zawodnikiem otwartym na nowinki z Zachodu. Dobrze wykorzystywał możliwości techniczne angielskiej fabryki Weslake. Rozwój jego talentu zbiegł się z zapaścią finansową i technologiczną polskiego żużla. W połowie lat 80. XX w., głównie z uwagi na izolacje międzynarodową, brak kontaktu z rynkami zachodnimi, przepaść technologiczna znacznie się powiększała. To jedna z najważniejszych przyczyn, przez które Jaworek nie zdobył sukcesów międzynarodowych.
W zielonogórskim Falubazie stopniowo piął się w hierarchii wewnątrzzespołowej. W 1985 zdobył miano nieformalnego lidera, dystansując w finale IMP w Gorzowie swych klubowych kolegów, mistrzów Polski par, Krzystyniaka i Huszczę.
Na rok 1986 przypadło apogeum jego kariery. W lidze nie miał sobie równych, zdobywając niejednokrotnie po 17, 18 punktów w meczu. Wsparcie uzyskał jedynie od A. Huszczy, przez co zielonogórska drużyna nie obroniła mistrzowskiego tytułu i skończyła rozgrywki na 4. miejscu. W rozgrywkach indywidualnych awansował do Finału Kontynentalnego IMS i zdobył z kompletem punktów tytuł IMP na macierzystym torze w Zielonej Gorze.
Niewielu zawodników było wówczas w stanie się z nim równać. Huszcza zaczynał wyraźnie być w klubowym rankingu numerem drugim, na krajowym podwórku jedynym poważnym konkurentem był zaś Wojciech Żabiałowicz, dysponując już wówczas superszybkimi GM-ami.
Jesienią 1986 Jaworek wyjechał do Republiki Federalnej Niemiec. Wyjazd, odebrany powszechnie jako wielkie zaskoczenie, planowany był już rok wcześniej. Mimo kilku pism do kierownictwa klubu, z prośbą o przedłużenie urlopu, nie wrócił wiosną 1987 na inaugurację sezonu. Jaworek uznał, że sportowe możliwości jego rozwoju w Polsce dobiegły końca. Chciał startować na sprzęcie zachodnim, mierzyć się z międzynarodową czołówką. W planach miał kontrakt w brytyjskim klubie. Jego wyjazd został jednak w Polsce odebrany jako zdrada, a starty w Bundeslidze zostały zablokowane.
Dopiero po dwóch latach kara została anulowana, przez co możliwe stały się występy w  niemieckiej ligi żużlowej. W 1989 wystąpił w klubie IG Neuenknick - 4. miejsce oraz w  1990 r. MC Norden - 5. miejsce, uzyskując średnią 2,833.
W 1990 powrócił temat jego ponownych występów w polskiej lidze. Jaworek wyjechał na zielonogórski tor dopiero w marcu 1992. Był od razu jednym z liderów ówczesnego DMP. To z jego udziałem zespół Morawskiego zdobył tytuł Drużynowego Pucharu Polski. Awansował także do finału IMP w Zielonej Górze. Zielonogórski klub nie obronił jednak tytułu DMP.
Sezon 1993 zaczął się tragicznie dla Morawskiego i M. Jaworka. W sparingowym meczu z Unią Leszno doszło do kolizji, w wyniku której zespół stracił na zawsze Andrzeja Zarzeckiego a M. Jaworek został poważnie kontuzjowany, złamanie kręgosłupa bez uszkodzenia nerwów. Powrócił jeszcze na tor w ostatnim meczu sezonu, przeciwko Stali Gorzów, jednak był to koniec jego kariery.

## Życie prywatne
Maciej Jaworek jest mężem Marzeny, ma dwójkę dzieci: Caroline i Timo.

## Najważniejsze osiągnięcia

### Rozgrywki drużynowe
MDMP:
- III miejsce 1979
- Mistrz 1980

DMP:
- III miejsce 1979
- Mistrz 1981
- Mistrz 1982
- IV miejsce 1983
- III miejsce 1984
- Mistrz 1985
- IV miejsce 1986
- IV miejsce 1992

Puchar Polski:
- Mistrz 1992

### Rozgrywki parami
MPPK:
- III miejsce 1986

### Rozgrywki indywidualne
Srebrny Kask:
- III miejsce 1981
- I miejsce 1980 i 1982

MIMP:
- Drugi wicemistrz 1981
- Mistrz 1982

IMP:
- III miejsce 1985
- Mistrz 1986